# Hoogste tijd
Pour plus de détails, voir Fiche technique et Distribution.
Hoogste tijd est un film dramatique belgo-néerlandais réalisé par Frans Weisz, sorti en 1995.

## Synopsis
Une troupe théâtrale propose le rôle principal de leur pièce Noodweer à Willem « Uli » Bouwmeester, un ancien artiste de revue de 78 ans. Pour Uli, qui n'a connu que des rôles d'arrière-plan dans des petits théâtres, c'est la chance de sa vie. Pendant les répétitions, il se découvre un talent indéniable. Mais Bouwmeester revoit alors les fantômes de son passé, et se rappelle qu'il a joué lors de l'occupation des Pays-Bas pendant la Seconde Guerre mondiale, son homosexualité refoulée et toutes les occasions de carrière ratées. Il comprend alors comment il est devenu un artiste de troisième rang. À l'approche de la première, Uli est de plus en plus anxieux. Mais le jour de la première de Noodweer, il n'est pas là, il est parti pour un autre monde.

## Fiche technique
- Titre : Hoogste tijd
- Réalisation : Frans Weisz
- Scénario : Jan Blokker et Harry Mulisch, d'après son roman
- Genre : Film dramatique
- Durée : 98 minutes ( Belgique 103 minutes -  Pays-Bas 120 minutes)
- Dates de sortie :  Pays-Bas 16 février 1995

## Distribution
- Rijk de Gooyer : Willem « Uli » Bouwmeester
- Josse De Pauw : Caspar Vogel
- Kitty Courbois : Berta Bouwmeester
- Camilla Siegertsz	: Stella Middag
- Bart Slegers : Max / Ariel
- Edwin de Vries : Bram Polak